# Liste der denkmalgeschützten Objekte in Loich
Die Liste der denkmalgeschützten Objekte in Loich enthält die denkmalgeschützten, unbeweglichen Objekte der Gemeinde Loich.

## Denkmäler
| Foto |                 | Denkmal                                                                      | Standort                           | Beschreibung | Metadaten |
| ---- | --------------- | ---------------------------------------------------------------------------- | ---------------------------------- | --- | --- |
| ja   | Datei hochladen | Kath. Pfarrkirche hl. Nikolaus und Friedhof HERIS-ID: 50158 Objekt-ID: 54846 | Loich 15, neben Standort KG: Loich | Die Pfarrkirche von Loich (Patrozinium: hl. Nikolaus) wurde urkundlich erstmals 1667 als Filiale der Pfarre Kirchberg an der Pielach erwähnt. Als Zeitpunkt der Errichtung wird jedoch das 13. Jahrhundert angenommen. Der mittelalterliche Bau verfügt über ein einschiffiges Langhaus und einen barockisierten Chor mit spätgotischem Kern. Die Ausstattung beinhaltet einen Hochaltar von 1691, zwei Seitenaltäre aus der Zeit um 1870, eine Kanzel des späten 17. Jahrhunderts aus einer nahe gelegenen Schlosskapelle und einen 1998 angefertigten Volksaltar mit Ambo. | BDA-Hist.: Q38038375 Status: § 2a Stand der BDA-Liste: 2025-06-30 Name: Kath. Pfarrkirche hl. Nikolaus und Friedhof GstNr.: .11, 90/1 Pfarrkirche Loich |
| ja   | Datei hochladen | Pfarrhof HERIS-ID: 60725 Objekt-ID: 73102                                    | Loich 15 Standort KG: Loich        | Der langgestreckte Bau unter einem Walmdach stammt aus der 1. Hälfte des 19. Jahrhunderts. Er zeigt eine Rieselputzfassade, Putzfeldgliederung und genutete Fensterrahmen mit kleinen Keilsteinen. | BDA-Hist.: Q38092904 Status: § 2a Stand der BDA-Liste: 2025-06-30 Name: Pfarrhof GstNr.: .10/1                                                          |